# Сениор, Чарли
Чарли Сениор (англ. Charlie Senior; род. 20 ноября 2001 года, Брадфорд, Англия) — австралийский боксёр-любитель, выступающий в полулёгкой весовой категории. Член сборной Австралии по боксу, бронзовый призёр летних Олимпийских игр в Париже, чемпион Тихоокеанских игр (2023), двукратный чемпион Австралии (2022, 2023), трёхкратный чемпион Австралии среди молодёжи (2015—2017), многократный победитель и призёр международных и национальных турниров в любителях.

## Ранние годы
Родился 20 ноября 2001 года в Брэдфорде, Западный Йоркшир. В двухлетнем возрасте переехал с родителями в Перт. В детстве занимался танцами, пока в 11 лет не решил сходить в боксёрский зал по соседству с танцевальной студией.

## Любительская карьера
В школьные годы несколько раз побеждал в чемпионате штата Западная Австралия и в национальном чемпионате среди молодёжи. В 2019 году, победив Ориона Брауна, вошёл в состав национальной сборной на олимпийский квалификационный турнир в Аммане. Там в 1/16-финала проиграл вьетнамцу Нгуену Ван Донго. В 2022 году со сборной отправился в Бирмингем на Игры содружества. В первом раунде победил представителя Науру Кристона Амрама, но в следующем решением судей проиграл канадцу Кеома-Али аль-Ахмадиеху. 
12 августа 2023 года победил Итана Хамида и квалифицировался на Тихоокеанские игры в Хониаре. На турнире дошёл до финала, где единогласным решением судей одержал победу над представителем Папуа-Новой Гвинеи Алланом Оайке и получил олимпийскую лицензию. 

### Олимпиада в Париже
На Олимпиаде в первом раунде встретился с бельгийцем Василе Устуроем, которого победил раздельным решением судей (4:1). В четвертьфинале также раздельным решением судей одержал победу над действующим серебряным олимпийским призёром, филиппинцем Карло Пааламом. Сениор отпраздновал выход в полуфинал, сделав сальто назад посреди ринга. В полуфинальном поединке единогласным решением судей проиграл действующему чемпиону мира Абдумалику Халокову; Сениор уже встречался с Халоковым в Ташкенте, где также проиграл ему. Чарли Сеньор стал первым австралийским боксером, завоевавшим медаль на соревнованиях по боксу на Олимпиаде 

## Профессиональная карьера
После получить бесценный опыт, включая участие в спаррингах с американским чемпионом мира в легком весе и в трех весовых категориях Шакуром Стивенсоном.
Сеньор тренируется в спортзале Ibox Gym в Бромли, где также живет австралийский боксер и бывшая чемпионка мира WBC в полулегком весе Скай Николсон.
В феврале Сениор подписал эксклюзивный контракт с Queensberry Promotions, чтобы начать свою профессиональную боксерскую карьеру  у Фрэнка Уоррена. Дебютировал в 23 лет на профессиональном ринге в вечере Энтони Какаче - Ли Вуд в Ноттингеме (Великобритания) против перуанца Сесара Игнасио Паредаса (18-17-1). Поединок прошёл все шесть раундов, во втором раунде Паредас оказался в нокдауне. Счёт боя: 59—54